# Награда „Матија Бан”
Награда „Матија Бан” додељује се за постигнуте резултате у раду и унапређењу привреде, науке, културе, спорта, образовања и васпитања, здравствене, социјалне и дечије заштите, у области уметности, као и очувању и заштити животне средине на општини Чукарица. Награда је установљена 1998. године.

## О награди
Награда градске општине Чукарица „Матија Бан” састоји се од повеље, плакете и новчане награде, односно уметничке слике, пригодне статуе, књиге итд. Награду уручује председник градске општине Чукарица.
Награда се додељује у част Матије Бана, професора Лицеја, политичара и дипломате, који је живео у делу Београда који се данас по њему зове Баново брдо.
Матија Бан дошао је у Београд 1844. године, где постаје васпитач деце кнеза Александра Карађорђевића. Водио је послове националне пропаганде, био је члан Српске краљевске академије и у исто време један од најплоднијих српских писаца. Оснивач је политичког програма националног уједињења и ослобођења Јужних Словена. Године 1847. покренуо је и први женски часопис - Воспитател женскии, који је био намењен „красном полу јужнословенских народа".
Део Београда који се данас зове Баново брдо према аустријским географским картама с почетка 19. века називао се Репишко брдо, касније Ордија (тур. место где се окупља војска) и Голо брдо. Матија Бан је 1861. године поднео молбу Београдској општини да му се прода земљиште на „брду далеко изван Београда” да тамо сагради леп и пристојан летњиковаац у српском стилу. Одборници су одлучили да му тражено земљиште поклоне, сматрајући да је то овај овај велики родољуб заслужио. По њему се цео крај назвао Бановац, а после његове смрти 1903. године - Баново брдо.

## Добитници награде
1995. година
- Драган Колунџија, у области културе
- Бранислав Бојић, у области уметности
- Младен Ђуровић, у области уметности

1997. година
- Др Владимир Грбић, у области науке
- Др Бранислав Јовановић, у области науке
- Ратко Вулановић, у области уметности

1998. година
- Сава Стекић, у области културе
- Градимир Стојковић, у области културе

1999. година
- Бојан Димитријевић, у области науке
- Галерија '73, у области културе
- Камерни оркестар „Pro classica", у области уметности

2000. година
- Драгомир - Драган Милеуснић, у области уметности
- Слободан Д. Петковић, у области културе
- Народна библиотека „Лаза Костић", у области културе

2001. година
- Мирослав Дерета, у области културе
- Јован Радуловић, у области уметности и културе
- Радио 988, у области културе

2002. година
- Др Милан Новаковић, у области науке и културе
- Првослав Митић, у области културе и уметности
- Томислав Грујичић, за достигнућа из области културе и уметности

2003. година
- Мирослав Бјелић - Бјанки, у области уметности
- Ансамбл „Има дана", у области уметности

2004. година
- Мића Стојановић, у области привреде, васпитања и образовања
- Духомир Цветковић, у области културе и образовања

2005. година
- Драгољуб Шарковић, у области образовања
- Дом за децу ометену у менталном развоју, у области здравствене, социјалне и дечије заштите

2006. година
- Бора Дугић, у области културе и уметности

2007. година
- Светислав Басара, у области културе и уметности
- Др Божидар Станишић, у области здравствене, социјалне и дечије заштите

2008. година
- Нада Кнежевић, у области културе и уметности

2009. година
- Милка Стојановић и Живан Сарамандић, у области културе и уметности
- Предшколска установа „Чукарица", у области здравствене, социјалне и дечије заштите

2010. година
- Срђан Гојковић Гиле, у области музичке уметности

2011. година
- Предраг Цуне Гојковић, у области уметности
- Ђорђе Кадијевић, у области уметности
- Миодраг Ђелмаш, у области спорта

2012. година
- Лола Новаковић, у области музичке уметности

2013. година
- Др Злата Бојовић, у области културе и образовања[3]

2014. година
- Звездан Брадић
- Милован Вржина
- Веселин Џелетовић[6]

2015. година
- Културно уметничко друштво „Димитрије Туцовић”, у области културе и уметности[7]

2016. година
- Неђа Стојановић
- Горан Зец[8]

2017. година
- Небојша Радовановић[9]

2020. година
- Љубомир Сарамандић
- Бранимир Ђокић